# La Garriga (Oristà)
La Garriga és una obra d'Oristà (Lluçanès) inclosa a l'Inventari del Patrimoni Arquitectònic de Catalunya.

## Descripció
És un edifici de planta rectangular, planta baixa i pis, fet amb murs de pedres irregulars i morter.
Tot i l'estat ruïnós de l'edifici, encara s'hi conserven elements interessants com l'escala de pedra que pujava al primer pis. A la porta d'entrada s'hi conserva la llinda amb la data 1699, i dues grans pedres a cada un dels muntants.

## Història
El 1248 apareix documentada una casa anomenada la Garriga. En el fogatge fet a Oristà el 6 d'octubre de 1553, conservat a l'Arxiu de la Corona d'Aragó, apareix el nom de Pere Guardia, en la relació de noms de persones, molt d'ells identificables amb masos existents.